# Les Farges
Les Farges is een gemeente in het Franse departement Dordogne (regio Nouvelle-Aquitaine) en telt 262 inwoners (1999). De plaats maakt deel uit van het arrondissement Sarlat-la-Canéda.

## Geografie
De oppervlakte van Les Farges bedraagt 8,1 km², de bevolkingsdichtheid is 32,3 inwoners per km².

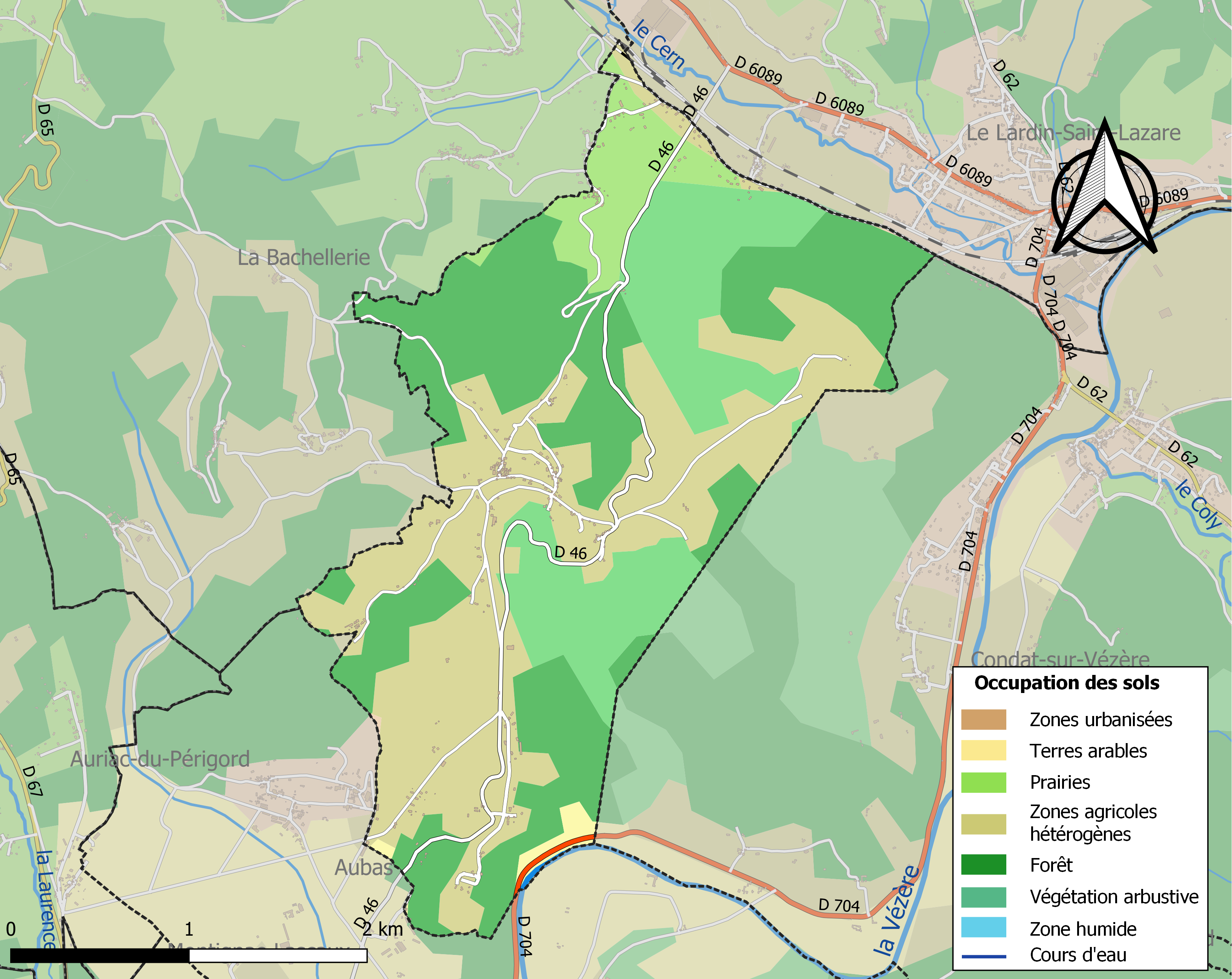
Kaart van de gemeente met de belangrijkste infrastructuur, bodemgebruik en omliggende gemeenten

## Demografie
Onderstaande figuur toont het verloop van het inwonertal (bron: INSEE-tellingen).